# Dominique Jardin
Dominique Jardin ist eine österreichische DJ, Produzentin und Moderatorin im Bereich der elektronischen Musik.

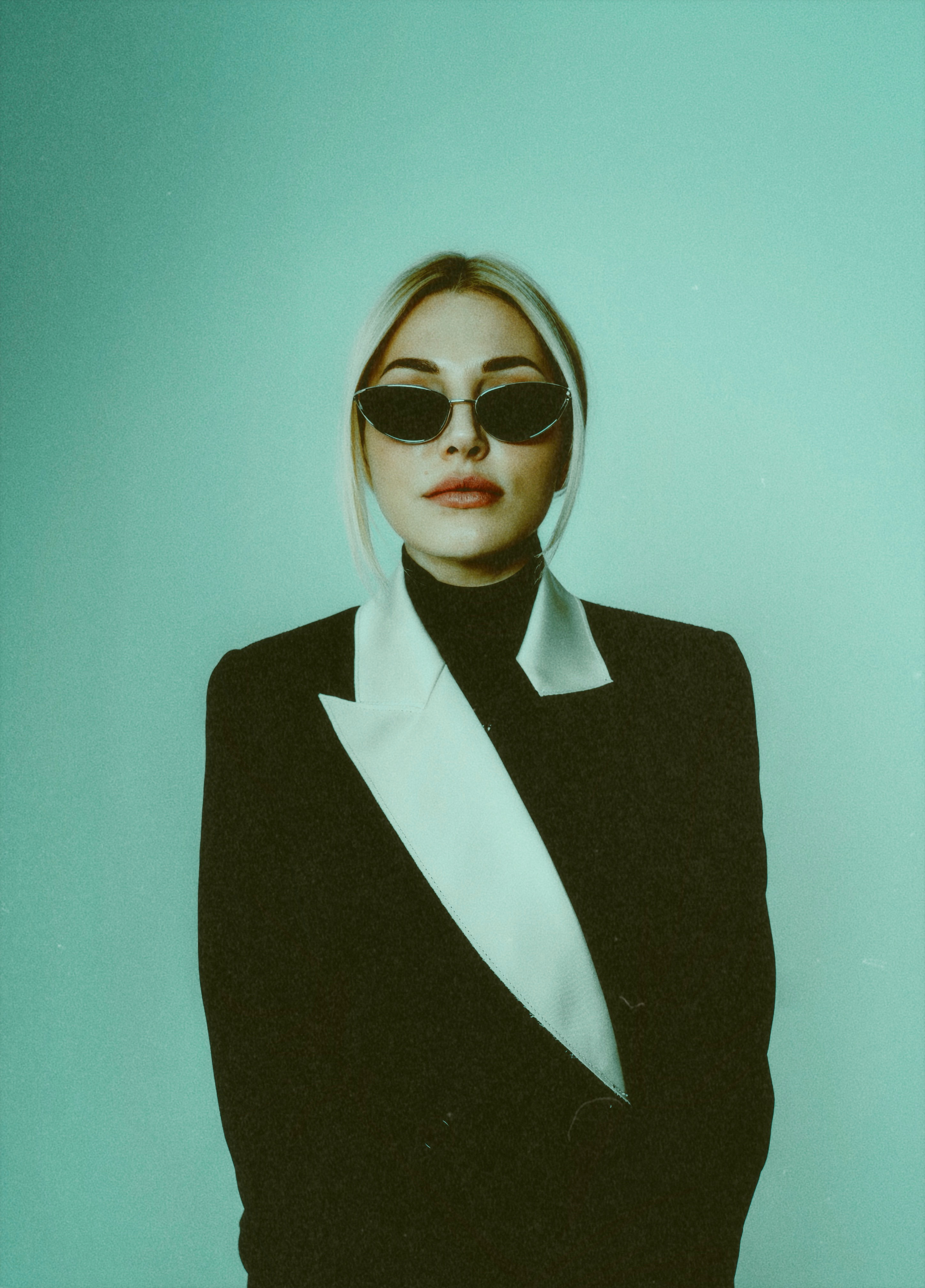
Dominique Jardin

## Werdegang
Dominique Jardin wuchs musikalisch auf und nahm als Kind an Talent- und Gesangswettbewerben teil. Im Alter von 16 Jahren brachte sie sich das Auflegen selbst bei. Außerdem nahm sie zwei Jahre lang Tanz- und Gesangsunterricht. In einem örtlichen Club sammelte sie erste Erfahrung als DJ. Während ihres Studiums in New York spielte sie auf Events und Clubs. Es folgten Auftritte in Wien. 2012 spielte Jardin ihre erste größere Show als Support-Act für David Guetta beim Electric Mountain Festival in Sölden. In der Folge absolvierte sie mehrere Gigs pro Monat. 2013 wurde sie mit dem Austrian Dance Music Award in der Kategorie „Best Newcomer“ ausgezeichnet. Jardin trat ab 2012 im Vorprogramm von Dimitri Vegas & Like Mike und Calvin Harris auf, sowie 2015 als Headliner auf Österreichs größtem EDM-Festival, dem Lake Festival in Graz am Schwarzlsee. Hinzu kamen Auftritte in Brasilien, den USA, Hongkong, Schweiz, Schweden und Deutschland. Von 2013 bis 2023 war sie Markenbotschafterin von Mercedes-Benz Austria.
2017 veröffentlichte sie ihre erste Single. Es folgte 2020 das Lied Sucker For Love, was das Fachmagazin WeRaveYou als „wahrhaftig unwiderstehliche Mischung aus Dance und Pop“ bezeichnete. Beide Lieder wurden auf bekannten österreichischen Radiosender gespielt, womit sich Dominique Jardin auch als Produzentin etablierte. Während der Covid-Pandemie spielte sie ein DJ-Set auf den Social-Media-Kanälen des Mercedes-Konzerns. Auch war sie zu Gast bei der Radio-Sendung Treffpunkt Gästeliste auf Ö3. 2023 erschien die Single Good In Me unter Kontor. Seit 2024 veröffentlicht Jardin hauptsächlich auf Up All Night, dem Label von Carstn. Die dort erschienenen Lieder Stand Up sowie What I Want wurden von mehreren DJs verwendet, darunter Tiësto, Meduza, Benny Benassi und Plastik Funk. Weitere Auftritte hatte sie mehrfach beim Electric Love, Donauinselfest sowie im Neuraum. Für 2025 steht sie beim World Club Dome, SonneMondSterne und Open Beatz im Line-up.

## Auszeichnungen
- 2013 Austrian Dance Music Award, Gewinnerin für „Best Newcomer“

## Diskografie

### Singles
- 2017: Damn Good Life
- 2020: Sucker For Love
- 2020: Two Drinks In
- 2020: Hold Me
- 2022: God Damn
- 2023: Good In Me (feat. Jordan Grace) [Kontor]
- 2023: Too Lost in You [Crash Your Sound]
- 2024: Carstn – Come Around (Remix) [Up All Night]
- 2024: More [Up All Night]
- 2024: Stand Up [Up All Night]
- 2024: Keep Dancing [Up All Night]
- 2025: Back For More [Up All Night]
- 2025: What I Want [Up All Night]
- 2025: Like Me [Up All Night]